# 王婉鈺
王 婉鈺（繁体字中国語: 王 婉钰、英語: Wang Wanyu、ワン・ワンユー、1997年2月14日 - ）は、中国の女子ラグビー選手。

## プロフィール
- 中国徐州市出身[1]。
- ポジションはフランカー(FL)。
- 身長 170cm、体重 60kg

## 略歴
2021年、東京五輪の7人制女子中国代表に選ばれた。
2024年、パリ五輪の7人制女子中国代表に選ばれた。